# Лука Павићевић (политичар)
Лука Павићевић (1876— 1956), политички радник и синдикални функционер.

## Биографија
Рођен је 1876. године у Београду. Био молерско-лакирерски радник и трговачки путник. Од 1903. до 1914. је био секретар и председник Главног радничког савеза (ГРС) и од 1910. до 1914. године члан Главне управе Српске социјалдемократске партије (ССДП). На почетку Првог светског рата је био потпредседник Београдске општине, због чега му је било замерено у радничком покрету.
Године 1919. је учествовао у оснивању Социјалистичке радничке партије Југославије (комуниста). Њен члан је био до Вуковарског конгреса, 1920. године, на коме се као „опортуниста“ сукобио са комунистима. Из Комунистичке партије Југославије (КПЈ) је искључен као потписник „Манифеста опозиције КПЈ“, крајем 1920. године. После доношења „Обзнане“, од 1921. је радио као функционер прорежимске Радничке коморе и Главног радничког савеза Србије. Учествовао је у оснивању Социјалистичке партије Југославије и био члан њеног Извршног одбора. Године 1925. је био један од оснивача и председник Уједињеног радничког синдикланог савеза Југославије (УРССЈ), у коме је био функционер све до његове забране 1940. године.
За време Другог светског рата је радио ка службеник у Бањи Ковиљачи и Ваљеву. После ослобођења Југославије, 1945. године иако није био комуниста постао је службеник најпре у Министрарству социјалне политике, а потом у Министарству народног здравља Народне Репубилике Србије. Пензионисан је 1948. године. Умро је 1956. године у Београду.